# José Alberto Tavares Moreira
José Alberto de Vasconcelos Tavares Moreira GOC (Póvoa de Varzim, 10 de outubro de 1944 — Porto, 9 de junho de 2020) foi um economista e gestor bancário português, Governador do Banco de Portugal de 1986 a 1992.

## Biografia
Proveniente duma família importante da Póvoa de Varzim, Póvoa de Varzim,[carece de fontes?] foi o segundo mais velho de sete irmãos e irmãs.[carece de fontes?]
Formou-se em Economia pela Faculdade de Economia da Universidade do Porto, e impulsionado pela curiosidade que os livros de Direito de um dos irmãos lhe suscitaram[carece de fontes?], acabou por fazer uma Licenciatura em Direito também, na Faculdade de Direito da Universidade do Porto.
Trabalhou como economista e, depois, diretor e membro vogal do Conselho de Gestão do Banco Pinto e Sotto Mayor, entre 1973 e 1976. Entre 1979 e 1981, foi administrador da Caixa Geral de Depósitos. Mais tarde foi Presidente do Conselho de Administração do banco angolano BAI Europa, SA entre 2013 e 2020 .
No domínio político, foi Secretário de Estado do Tesouro, entre 1980 e 1981, e Secretário de Estado-Adjunto do Ministro das Finanças e do Tesouro, de 1985 a 1986. Mais tarde, foi eleito deputado pelo círculo de Braga da IX Legislatura, de 2002 a 2005.
Foi 13.º Governador do Banco de Portugal entre 1986 e 1992 e manteve-se como membro do respetivo Conselho Consultivo até se ter demitido de todos os cargos que ocupava no Banco de Portugal na sequência de um desentendimento com Vítor Constâncio.[carece de fontes?]
A 10 de Junho de 1992 foi feito Grande-Oficial da Ordem Militar de Nosso Senhor Jesus Cristo.
Foi presidente da Caixa Central de Crédito Agrícola Mútuo e foi à frente de um banco de investimento lançado por este grupo, o Central Banco de Investimento, que viria a ser alvo de um processo de contraordenação.
O caso que envolveu a ocultação de verbas em sociedade offshores em 2000 e 2002 deu origem a uma condenação pelo Banco de Portugal em 2002 que o inibiu de exercer cargos na banca durante sete anos e aplicou uma coima de 180 mil euros. Tavares Moreira recorreu desta condenação para várias instâncias judiciais, o processo acabou por prescrever.
Morreu no dia 9 de Junho de 2020, 75 anos, vítima de cancro fulminante, de que sofria desde Janeiro.